# Île Nelson (Canada)
Pour les articles homonymes, voir Île Nelson.
L'île Nelson est une île de la Sunshine Coast en Colombie-Britannique.

## Géographie
Entre la baie Hotham, le chenal Agamemnon et le détroit de Malaspina, elle est surtout couverte de forêts.

## Histoire
Elle a commencé à être habitée au début des années 1800, essentiellement pour y exploiter le bois et le granite. Elle a aujourd'hui très peu d’habitants permanents. 
Elle a été nommée en 1859 par George Henry Richards en l'honneur d'Horatio Nelson. 